# Wanzwil
Wanzwil is een plaats en voormalige gemeente in het Zwitserse kanton Bern, en maakt deel uit van het district Oberaargau. In 2009 ging Wanzwil op in de gemeente Heimenhausen.
- Gemeinsame Normdatei: 4533110-8
- Historisch woordenboek van Zwitserland: 000580
- Virtual International Authority File: 246280117